# المهرجان الدولي للأدب وكتاب الشباب
المهرجان الدولي للأدب وكتاب الشباب (بالفرنسية: FELIV)‏ هو مهرجان أدبي تنظمه وزارة الثقافة بالجزائر كل عام، يستضيف كُتّأبا من الجزائر ومن مختلف دول العالم. ويعد من بين أحد أهم المواعيد الثقافية في الجزائر.

## مكان الانعقاد
ينعقد المهرجان الدولي للأدب وكتاب الشباب في الجزائر العاصمة، حيث تحتضن فعالياته الأساسية ساحة رياض الفتح بالعاصمة، وقد وسع المهرجان في دورة 2014 من حيز فعالياته إلى ولايات أخرى هي بومرداس بالإضافة إلى إدارج نشاطاته في فضاء مترو العاصمة.

## الفعاليات
تتنواع برامج المهرجان كل سنة، حيث يتم تكييف مواضيع اللقاءات والورشات بحسب الأحداث الأدبية المواكبة لانعقاد المهرجان الذي لا يخلو كل سنة من ورشات ترفيهية ولقاءات أدبية تتسم بصبغة عالمية.

### اللقاءات الأدبية
يستضيف المهرجان كل سنة أدباء من مختلف أصقاع العالم، وكُتّاب جزائريين طبعوا السنة الأدبية بمؤلفاتهم المتميّزة. حيث يتم عقد لقاءات بين الكتاب الأجانب والمحليين تتناول مواضيع تتلق بالأدب بمختلف توجهاته وأجناسه الابداعية.

### العروض الموسيقية
عادة ما يستضيف المهرجان فنانين مولوعين بالأيقاع والشعر، ممن ينمون علاقة وطيدة بين النص والموسيقى، وذلك للتأكيد على انفتاحه على جميع أشكال التعبير التي يمكنها أن تقود الزائر إلى الانفتاح على عالم الأدب.

### المعارض
بالإضافة إلى انفتاحه على عالم الأصوات أقام المهرجان الدولي للأدب وكُتّاب الشباب، جسرا بين عالمي الصورة الفنية والأدب في طبعته لعام 2014، وذلك من خلال معرض لبورتريهات الكُتّاب أنجزها المصور الإيطالي فرانتشيسكو غاتوني، عبر سنوات طويلة، ابتداءً من 2003. وتشكّل المعرض من 50 بورتريها تم تركيبها عند مدخل الخيمة بحيث يكون بمثابة مدخل عام نحو فضاء اللقاءات والندوات الأدبية. كما تمت إقامة المعرض أيضا على جدران أرصفة مِترو الجزائر.

### برنامج الأطفال
يعد مهرجان الأدب وكتاب الشباب تقليدا سنويا يستحضر جميع الأشكال الفنية التي من شأنها أن تقرِّب الطفل من الكتاب وتضعه في متناوله. ويحمل برنامجا ثريّا ونشاطات متنوعة. فزيادة على المكتبة العالمية الموجهة للشباب والعناوين المقترحة حيث يكون الكتاب حاضرا دوما وفي كل مكان، تقام وُرَش عدة تتعلق بعالم الأطفال والأشكال التعبيرية الخاصة بهم.

### مسابقات

#### مسابقة القصة القصيرة

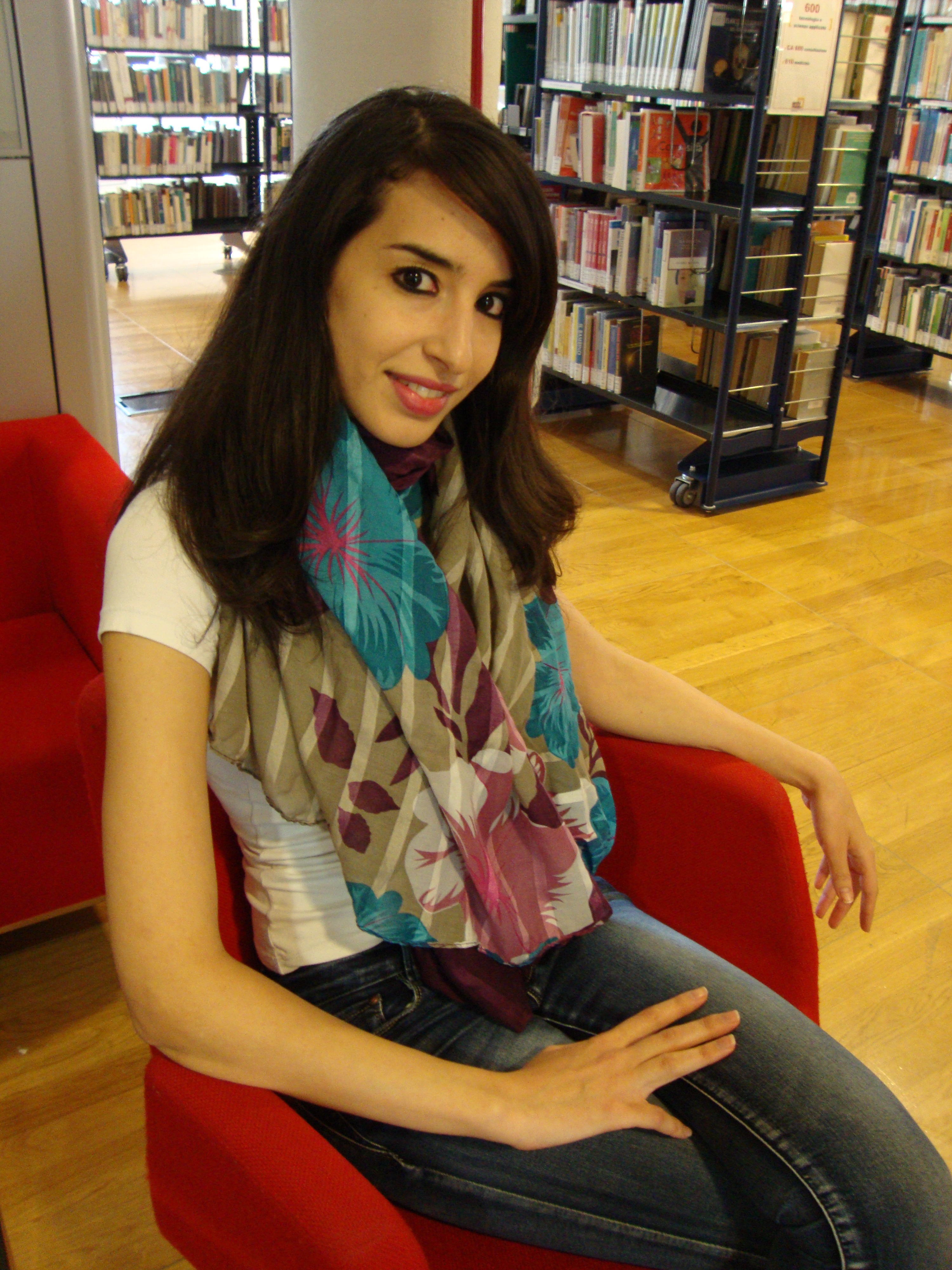
أمل بوشارب الفائزة في مسابقة القصة القصيرة في المهرجان الدولي للأدب وكتاب الشباب 2008

دأبت محافظة المهرجان الدولي للأدب وكتاب الشباب على تنظيم مسابقة القصة القصيرة باللغات العربية والأمازيغية والفرنسية والتي تشرف عليها نخبة من الوجوه الأدبية والنقدية المعروفة، ويتم الإعلان عن الفائزين في المسابقة في نهاية الفعاليات الخاصة بالمهرجان كل سنة. وتهدف المسابقة لاكتشاف أسماء أدبية شابة وطرحها على الساحة.

#### مسابقة «اِجعل مِن حُلمك غلافًا»
وهي مسابقة مفتوحة للأطفال المقيمين بالجزائر والذين تتراوح أعمارهم بين 6 سنوات و 14 سنة. وتتضمن اقتراح غلافا لكتاب متخيل يحتوي على:
- - لوحة (رسم، ملصقة، صورة...)
- - عنوان متخيَّل للكتاب.
- - اسم متخيَّل للكاتب
- - اسم متخيَّل لدار النشر.

وتهدف المسابقة لتنمية روح الابداع والخلق للأطفال في إطار عالم الكتاب.